# József Koller
József Koller (1745 – 1832) è stato un presbitero ungherese.

## Biografia
Fu canonico della cattedrale di Pécs, in Ungheria. Dopo aver ottenuto la laurea in teologia a Vienna nel 1764, era stato, infatti, inviato a Roma da vescovo György Klimó per proseguire gli studi nel Collegio Germanico-Ungarico. Durante il soggiorno romano, il Koller svolse approfondite ricerche negli archivi romani in cerca di documenti sulla storia della città di Pécs e della sua antica università. Quando, nel 1767, Koller era poi tornato a Pécs, proveniente da Pisa, aveva mostrato al vescovo György Klimó una gran mole di documentazione sulla storia della diocesi, tra la quale anche la copia di una bolla pontificia del 1367 che rinforzava l'istituzione universitaria cittadina. Fu così che a Klimó nacque l'idea di far scrivere al Koller una storia generale della diocesi di Pécs (edita però soltanto nel 1782-1812) e di rifondare l'antico ateneo cittadino.
Col tempo Koller assunse in seguito un ruolo centrale nella vita della diocesi di Pécs. A lui si devono per esempio le grandi opere di restauro e abbellimento neoclassico della cattedrale di Pécs, avvalendosi della collaborazione dell'architetto Michele Pollack, figlio di Leopoldo Pollack.